# Rete ferroviaria del Trentino-Alto Adige
La rete ferroviaria del Trentino-Alto Adige (in tedesco Eisenbahnnetz des Trentino-Südtirol, in ladino Rëi dla ferata dl Trentin-Südtirol) comprende linee esclusivamente a scartamento ordinario e che si sviluppano per un totale di circa 428 km di lunghezza, di cui 356 km sono gestiti dalla Rete Ferroviaria Italiana (RFI) ed i restanti 72 km dalla Società Autobus Alto Adige (SAD) che gestisce le linee del Renon e della Val Venosta.

## Storia
Nel Trentino-Alto Adige le ferrovie sono state costruite dall'impero austro-ungarico da parte della compagnia Kaiserlich-königliche österreichische Staatsbahnen (kkStB). Finita la prima guerra mondiale nel 1919 le linee del Trentino e dell'Alto Adige, appartenute all'impero austro-ungarico, passarono anche loro alle Ferrovie dello Stato Italiane. Nei primi anni duemila le ferrovie sono gestite da Rete Ferroviaria Italiana (RFI).

## Elenco delle ferrovie della rete di RFI

### Fondamentali
- Ferrovia Innsbruck-Brennero-Bolzano-Trento-Verona. Linea a doppio binario ed elettrificata a 3 kV cc eccetto per la tratta Innsbruck-Brennero che è elettrificata a 15000 V CA 16⅔ Hz.

### Complementari
- Ferrovia Bolzano-Merano. Linea a binario semplice ed elettrificata a 3 kV cc.
- Ferrovia Fortezza-San Candido. Linea a binario semplice ed elettrificata a 3 kV cc.
- Ferrovia Trento-Venezia. Linea a binario semplice e non elettrificata. Attualmente a doppio binario ed elettrificato a 3 kV nel tratto Veneto.

## Dismesse

### Linee FS
- Ferrovia Brunico-Campo Tures

#### Linee in concessione
- Ferrovia Bolzano-Caldaro
- Ferrovia Lana-Postal
- Ferrovia Mezzocorona-Mezzolombardo

### Linee a scartamento ridotto

#### Linee FS
- Ferrovia Chiusa-Plan

#### Linee in concessione
- Ferrovia Ora-Predazzo
- Calalzo-Cortina-Dobbiaco
- Ferrovia Mori-Arco-Riva

## Ferrovie costruite (anche parzialmente) e mai attivate o rimaste su carta
- Ferrovia Malles-Landeck
- Ferrovia Tirano-Malles

## Linee in progetto
Dal 2007 è in costruzione Galleria di base del Brennero che collegherà Fortezza a Innsbruck passando sotto il passo del Brennero. I lavori di costruzione, dovrebbero essere completati entro il 2028.
Tra la fine dell'ottocento erano in corso due progetti della ferrovia del passo del Forno allo scopo di collegare Zernez e Malles Venosta. Il primo progetto la linea doveva avere lo scartamento standard, ma non fu mai realizzato a causa della morte di Adolf Guyer-Zeller (progettista della linea) avvenuta nel 1899 e degli alti costi i lavori non vennero mai avviati. Il secondo progetto, la linea doveva essere a scartamento ridotto, ma a causa della prima guerra mondiale il progetto venne definitivamente abbandonato. Dal 2006 sono in corso gli studi del terzo progetto della linea del passo del Forno finanziato dal progetto europeo Interreg-III-A che analizzava i costi/benefici di cinque possibili tracciati:
- Malles - Scuol diretto
- Malles - Nauders - Scuol
- Malles - Valchava - Zernez
- Malles - Valchava - Livigno - Zernez

## SAD
La SAD gestisce le ferrovie del Renon e Merano-Malles per un totale di 72 km. La linea della Val Venosta fu gestita dalla kkStB (Ferrovie imperial-regie austriache) dal 1906 al 1919, per poi passare alle FS tra il 1919 e il 1990 ed essere infine rilevata nel 2005 dall'amministrazione provinciale altoatesina tramite Strutture Trasporto Alto Adige.

## Tranvie
Tra il 1906 al 1956 erano attive delle tranviarie nelle città di Trento, Bolzano, Merano e Lana oggi dal tutto smantellate.